# Cristianesimo in Africa

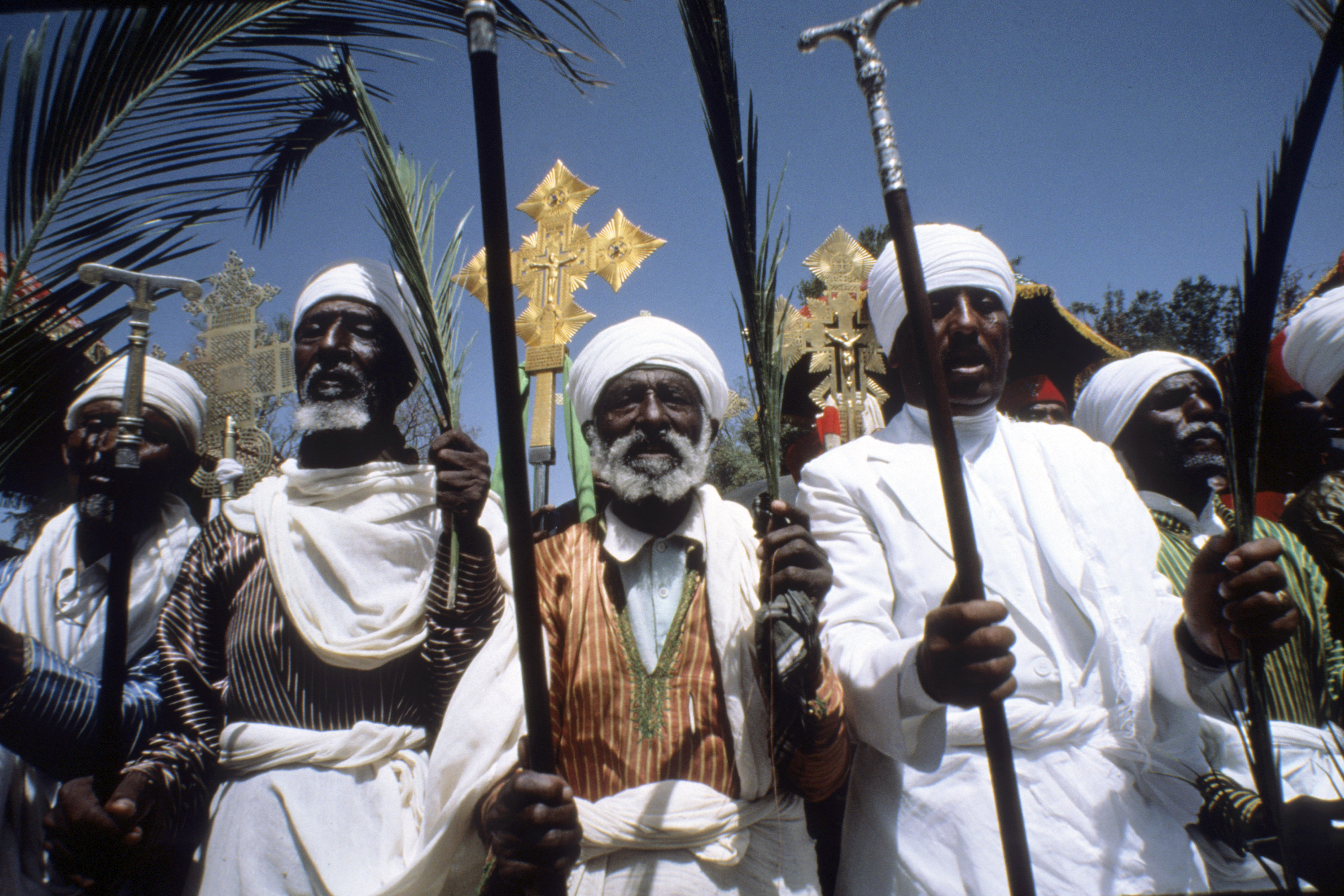
Preti della Chiesa ortodossa copta d'Etiopia a Lalibela

Il Cristianesimo in Africa giunse già nel I secolo propagandosi rapidamente, tanto che alla caduta dell'Impero romano d'Occidente, il Cristianesimo contava un gran numero di proseliti soprattutto nei grandi centri urbani dei paesi mediterranei.
La sua penetrazione in Nubia fu successiva, nel medioevo vi si installarono regni cristiani, per poi passare all'Etiopia ed arrestare la propria espansione, successivamente si trova in singole regioni come l'antico regno del Ghana e lungo i confini dei regni nubiani.
L'avvento, nel VII secolo, dell'Islam ridusse la diffusione del cristianesimo tanto che nel giro di alcuni secoli quest'ultima religione era in molte regioni scomparso, resistendo in Etiopia e nelle comunità copte in Egitto. Molti cristiani ed ebraici si convertirono all'islam, anche per motivi quali gli svantaggi economici, la mancanza di chiese e l'isolamento delle comunità.
Nuovo impulso al cristianesimo arrivò al tempo delle prime spedizioni europee in Africa, e soprattutto dopo che il Papa sancì il dominio dei re spagnoli sui territori africani da essi occupati, ed ottenne i migliori risultati nella zona del Congo grazie all'intercessione dei sovrani portoghesi, dove si sviluppò una gerarchia ecclesiastica che diede vita ad una fervida vita cristiana.
Nelle regioni sopra citate, il cristianesimo si diffuse largamente e si consolidò fino allo scoppio della prima guerra mondiale, in seguito alla quale ad esempio i missionari tedeschi abbandonarono le colonie, ma la religione era talmente radicata che già negli anni 1950 erano sorte chiese autonome con una gerarchia ecclesiastica quasi completamente africana.
Oggi nel continente africano il cristianesimo costituisce la religione maggioritaria nell'Africa centrale (ad eccezione del Ciad, dove comunque ha una forte presenza), nell'Africa meridionale (ad eccezione delle Comore) e nell'Africa orientale (ad eccezione di Sudan, Somalia, Gibuti e Mauritius); nell'Africa occidentale il cristianesimo è maggioritario solo in Liberia, Ghana, Capo Verde, Togo e Benin, mentre in Nigeria è la religione di quasi la metà della popolazione e in Costa d'Avorio e Burkina Faso ha comunque una forte presenza; nel Nordafrica il cristianesimo è invece minoritario in tutti gli stati e la percentuale di cristiani è minima, ad eccezione dell'Egitto. 

## Storia
San Marco Evangelista è diventato il primo vescovo della Chiesa ortodossa copta di Alessandria d'Egitto intorno all'anno 43. In un primo momento la chiesa di Alessandria parlava principalmente in lingua greca. Entro la fine del II secolo le Sacre Scritture e la liturgia erano stati tradotti in tre lingue locali. Il cristianesimo si diffuse anche in Sudan, nei primi anni del II secolo, e le chiese nubiane sono state presto legate a quelle d'Egitto.
Il cristianesimo è cresciuto anche in Africa nord-occidentale (oggi conosciuta come Maghreb). Le chiese ivi erette si sono legate alla Chiesa di Roma e al Papa Gelasio I, a papa Milziade e al Papa Vittore I - tutti cristiani berberi come Sant'Agostino e sua madre, Santa Monica.
All'inizio del III secolo la chiesa di Alessandria si espanse rapidamente, con cinque nuovi vescovati suffraganei. In questo momento, il Vescovo di Alessandria cominciò ad essere chiamato Papa, nella sua qualità di vescovo anziano in Egitto. A metà del III secolo la chiesa in Egitto ha dovuto soffrire duramente durante la persecuzione sotto l'imperatore Decio. Molti cristiani fuggirono dalle città in direzione del deserto. Quando la persecuzione si spense, tuttavia, alcuni sono rimasti nel deserto come eremiti per pregare. Questo fu l'inizio del monachesimo cristiano, che nel corso degli anni successivi si diffuse dall'Africa ad altre parti del mondo cristiano.
Nei primi anni del IV secolo in Egitto si è rinnovata la persecuzione sotto l'imperatore Diocleziano. Nel Regno di Axum, re Ezana dichiarò il cristianesimo religione ufficiale dopo essere stato convertito da Frumenzio, con la conseguente fondazione della Chiesa ortodossa etiope.
In questi primi secoli, esponenti di spicco cristiani africani come Origene, Lattanzio, Agostino, Tertulliano, Mario Vittorino, Pacomio, Didimo il Cieco, Ticonio, Cipriano, Atanasio e Cirillo (insieme con i rivali Valentino, Plotino, Ario e Donato Magno) influenzarono il mondo cristiano fuori dall'Africa con risposte polemiche allo gnosticismo, all'arianesimo, al montanismo, al Marcionismo, al pelagianesimo ed al manicheismo.
Concili ecumenici sono stati organizzati da loro di volta in volta per aiutare a mantenere la Chiesa unificata in materia di dottrina. Il mondo deve anche a questi cristiani l'idea di Università (dopo la scomparsa della Biblioteca di Alessandria), la comprensione della Trinità, le traduzioni in lingua latina dei testi sacri, i metodi di esegesi e di interpretazione biblica, il monachesimo, il neoplatonismo, e tradizioni letterarie, dialettiche e retoriche.

## Protestantesimo
Il Protestantesimo giunse nel continente africano solo verso il XVIII secolo tramite dei sacerdoti addetti alle colonie europee, di cui pochi si occuparono delle popolazioni autoctone. I due tentativi dei Fratelli moravi nella Costa d'Oro (attuale Ghana) ed in Sudafrica fallirono, la Society for the Propagation of the Gospel iniziò a sua volta la sua attività nel 1751 nella Costa d'Oro, intensificandola attorno al XIX secolo.
Le missioni tedesche operarono specialmente in Africa occidentale e nel Sud Africa, finché verso l'ultimo decennio del XIX secolo l'interesse si spostò verso le colonie conquistate dall'Impero Tedesco nell'Africa orientale.

## Differenze tra cristianesimo e religioni naturistiche
Cristianesimo e religioni autoctone africane contengono differenze che le rendono due entità diametralmente opposte:
- Le religioni autoctone ignorano il loro fondatore, non hanno un vero testo sacro ed una dottrina sistematica, mentre il cristianesimo è indissolubilmente legato al suo fondatore Gesù Cristo, alla Bibbia ed a una dottrina nei cui fondamenti tutte le chiese cristiane si trovano concordi.
- Le religioni naturistiche non possono essere scisse dal mondo circostante e dalla loro concezione magica, contemplando l'uomo quale membro della comunità, mentre il cristianesimo si rivolge al singolo individuo, che deve prendere autonomamente la decisione di adesione alla fede. Il nuovo cristiano è anche costretto ad instaurare nuove relazioni con il mondo circostante, abbandonando l'essenza magica.

Questi sono aspetti che rendono il cristianesimo estraneo alle popolazioni africane di religione naturistica, si aggiunga che il missionario che porta la parola della Bibbia è solitamente bianco, e quindi esteriormente straniero. A questo si è aggiunto inizialmente il trasferimento puro e semplice di edifici, immagini, canti e riti in luoghi profondamente diversi, senza tentativi di adattamento al contesto africano. Queste manchevolezze sono state spesso superate dal fervore missionario, anche se rimane evidente la distanza tra "Africani" e "Bianchi".
Le divergenze arrivano a concetti religiosi quali la poligamia, la libagione, la circoncisione, ovvero manifestazioni di paganesimo che l'individuo ricerca quali soluzioni per il suo bisogno di usanze su basi precedenti. La soluzione a questo duplice problema deve tener conto innanzi tutto della cura delle anime e delle tante diverse realtà religiose regionali.
Malgrado quindi la sua sostanziale estraneità, il cristianesimo è in grado di riempire il vuoto spirituale degli africani causato dal regresso delle religioni naturistiche. Dare una risposta ai molti problemi tuttora insoluti del continente è la via da seguire per il cristianesimo, da questo punto di vista c'è l'aspirazione a una confessio africana, capace di risolvere specifiche questioni africane in base al Vangelo ed alla dottrina ufficiale.